# Batrachium divaricatum
Batrachium divaricatum là một loài thực vật có hoa trong họ Mao lương. Loài này được (Schrank) Schur mô tả khoa học đầu tiên năm 1866.